# Richard Krust
Richard Krust, född 4 augusti 1928, är en tysk bågskytt. Han deltog vid olympiska sommarspelen 1972.